# سويتونيوس
غايوس سويتونيوس ترانكويليوس (باللاتينية: Gaius Suetonius Tranquillus) هو مؤرخ روماني ولد في سنة 69 م في منطقة هيبو في الجزائر حالياً، وقد أرخ تاريخ الإمبراطورية الرومانية وخصوصاً في عصر يوليوس قيصر وشرح الحياة الاجتماعية والاقتصادية في روما القديمة، توفي في سنة 140 م.

## روابط خارجية
- سويتونيوس على موقع IMDb (الإنجليزية)
- سويتونيوس على موقع الموسوعة البريطانية (الإنجليزية)
- سويتونيوس على موقع إن إن دي بي (الإنجليزية)
- سويتونيوس على موقع ديسكوغز (الإنجليزية)